# الدوري الغاني الممتاز
الدوري الغاني الممتاز (بالإنجليزية: Ghana Premier League) هي مسابقة كرة القدم بين أندية غانا.
البطل الحالي هو أشانتي كوتوكو.